# سی‌اس‌اس میزوری

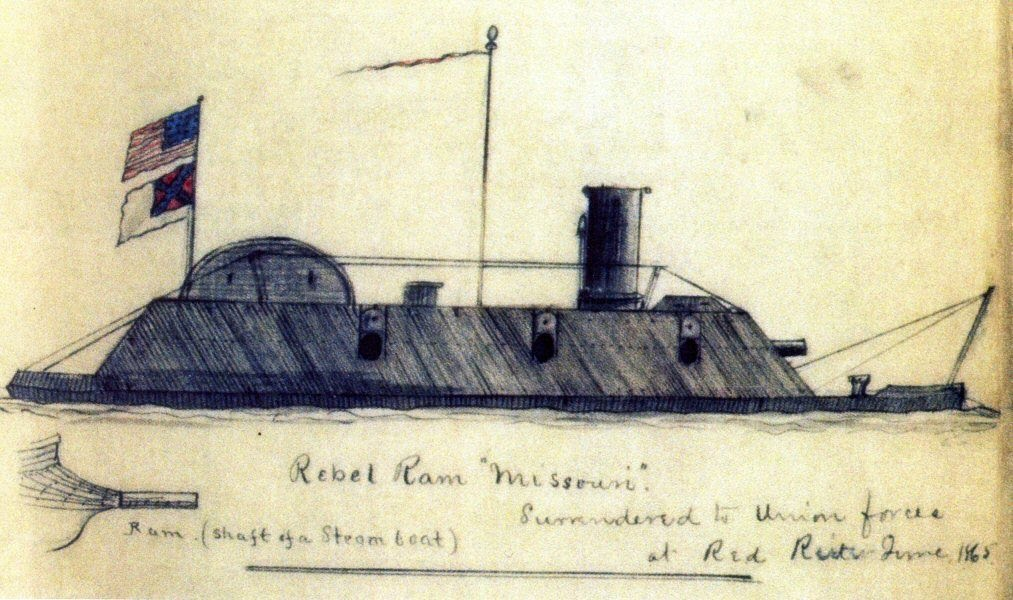
یک طراحی به جا مانده از این کشتی.

سی‌اس‌اس میزوری (به انگلیسی: CSS Missouri) یک کشتی بود که طول آن ۱۸۳ فوت (۵۵٫۸ متر) بود. این کشتی در سال ۱۸۶۳ ساخته شد.